# Schongau (Zwitserland)
Schongau is een gemeente en plaats in het Zwitserse kanton Luzern en maakte deel uit van het district Hochdorf tot op 1 januari 2008 de districten van Luzern werden afgeschaft.
Schongau telt 805 inwoners.